# Římskokatolická farnost Mušov

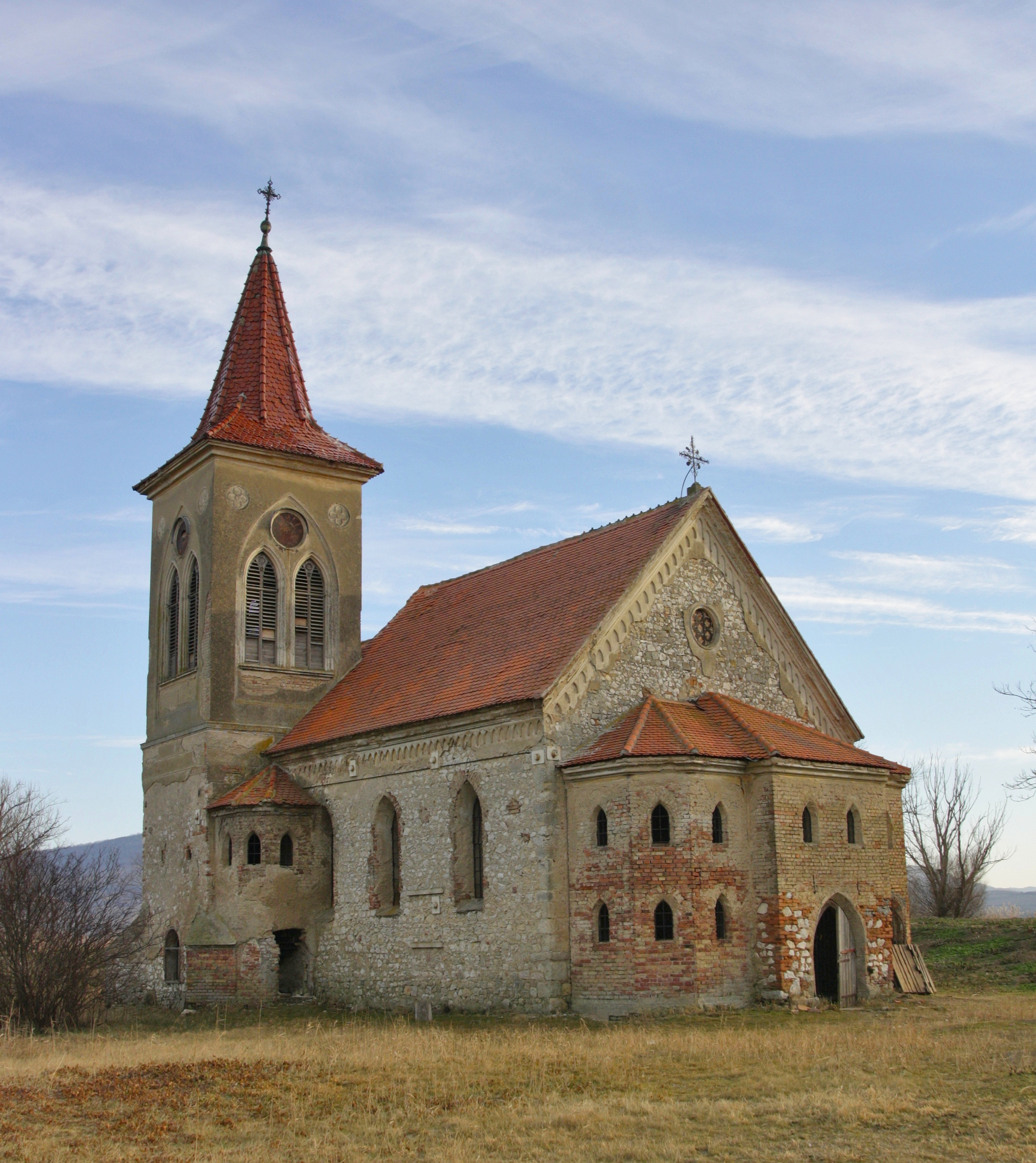
Kostel svatého Linharta v Mušově

Římskokatolická farnost Mušov byla římskokatolická farnost v Česku. Jejím sídlem byla vesnice Mušov v okrese Brno-venkov s farním kostelem svatého Linharta. Farnost byla součástí brněnské diecéze a roku 1978 byla zrušena sloučením do farnosti Pasohlávky,

## Historie
Mušov s kostelem svatého Linharta je poprvé připomínán v roce 1276, již tehdy byl chrám farním.
Po třicetileté válce patřil Mušov pod farnost Perná a mušovský kostel byl filiálním. Roku 1761 zde byla zřízena lokálie, která byla v roce 1865 povýšena na samostatnou farnost, zahrnující pouze Mušov. V roce 1938 farnost spadala do drnholeckého děkanství v rámci mikulovského arcikněžství. Farnost byla zrušena k 30. červnu 1978 v souvislosti se zánikem Mušova kvůli výstavbě vodního díla Nové Mlýny. Její území se stalo součástí farnosti Pasohlávky.

## Kostely a kaple
- kostel svatého Linharta v Mušově (v době existence farnosti byl farním kostelem)[3]